# Торчець
46°13′ пн. ш. 16°53′ сх. д. / 46.22° пн. ш. 16.88° сх. д.
Торчець (хорв. Torčec) — населений пункт у Хорватії, в Копривницько-Крижевецькій жупанії у складі громади Дрнє.

## Населення
Населення за даними перепису 2011 року становило 621 осіб.
Динаміка чисельності населення поселення: